# Duitse militaire begraafplaats in Lissendorf
De Duitse militaire begraafplaats in Lissendorf is een militaire begraafplaats in Rijnland-Palts, Duitsland. Op de begraafplaats liggen omgekomen Duitse militairen uit de Tweede Wereldoorlog.

## Begraafplaats
Op de begraafplaats rusten 136 Duitse militairen. De meesten kwamen in de laatste fase van de Tweede Wereldoorlog om het leven. Het gebied rond Lissendorf lag enige tijd in de frontlinie.